# Europacupen i fotboll 1958/1959
Europacupen i fotboll 1958/1959 vanns av Real Madrid, Spanien som i finalmatchen besegrade Stade Reims, Frankrike med 2–0 i Stuttgart den 3 juni 1959. Spanjorerna tog sin fjärde raka titel och förblev därmed alltjämt fortsatt obesegrade i Europacupspel.

## Kvalspel
| Lag 1                   | Totalt        | Lag 2               | Möte 1 | Möte 2 |
| Standard Liège          | 6–3           | Heart of Midlothian | 5–1    | 1–2    |
| Beşiktaş                | 0W/O          | Olympiakos          | –      | –      |
| Young Boys              | 0W/O          | Manchester United   | –      | –      |
| Dinamo Zagreb           | 3–4           | Dukla Prag          | 2–2    | 1–2    |
| Jeunesse Esch           | 2–2 (PO: 1–5) | IFK Göteborg        | 1–2    | 1–0    |
| Ards                    | 03–10         | Stade Reims         | 1–4    | 2–6    |
| Wismut Karl Marx Stadt  | 4–4 (PO: 4–0) | Petrolul Ploiești   | 4–2    | 0–2    |
| Atlético Madrid         | 13–10         | Drumcondra          | 8–0    | 5–1    |
| Polonia Bytom           | 0–6           | MTK Budapest        | 0–3    | 0–3    |
| Kjøbenhavns BK          | 5–5 (PO: 1–3) | Schalke 04          | 3–0    | 2–5    |
| Juventus                | 3–8           | Wiener              | 3–1    | 0–7    |
| DOS                     | 4–6           | Sporting Lissabon   | 3–4    | 1–2    |
| Real Madrid             | –             | Stod över           | –      | –      |
| Wolverhampton Wanderers | –             | Stod över           | –      | –      |
| CDNA Sofia              | –             | Stod över           | –      | –      |
| HPS                     | –             | Stod över           | –      | –      |

## Första omgången
| Lag 1                   | Totalt              | Lag 2                  | Möte 1 | Möte 2 |
| Sporting Lissabon       | 2–6                 | Standard Liège         | 2–3    | 0–3    |
| Wiener                  | 3–2                 | Dukla Prag             | 3–1    | 0–1    |
| MTK Budapest            | 2–6                 | Young Boys             | 1–2    | 1–4    |
| Atlético Madrid         | 2–2 (PO: 3–1 (e.f.) | CDNA Sofia             | 2–1    | 0–1    |
| IFK Göteborg            | 2–6                 | Wismut Karl Marx Stadt | 2–2    | 0–4    |
| Wolverhampton Wanderers | 3–4                 | Schalke 04             | 2–2    | 1–2    |
| Real Madrid             | 3–1                 | Beşiktaş               | 2–0    | 1–1    |
| Stade Reims             | 7–0                 | HPS                    | 4–0    | 3–0    |

## Slutspel

### Kvartsfinaler
| Lag 1           | Totalt        | Lag 2                  | Möte 1 | Möte 2 |
| Standard Liège  | 2–3           | Stade Reims            | 2–0    | 0–3    |
| Atlético Madrid | 4–1           | Schalke 04             | 3–0    | 1–1    |
| Wiener          | 1–7           | Real Madrid            | 0–0    | 1–7    |
| Young Boys      | 2–2 (PO: 2–1) | Wismut Karl Marx Stadt | 2–2    | 0–0    |

### Semifinaler
| Lag 1       | Totalt        | Lag 2           | Möte 1 | Möte 2 |
| Young Boys  | 1–3           | Stade Reims     | 1–0    | 0–3    |
| Real Madrid | 2–2 (PO: 2–1) | Atlético Madrid | 2–1    | 0–1    |

### Final
|             | 3 juni 1959 | Real Madrid                              | 2 – 0           | Reims | Neckarstadion                                                |                                                              |
| 19:00 UTC+1 | 19:00 UTC+1 | Enrique Mateos 1′ Alfredo Di Stéfano 47′ | (1 – 0) Rapport |       | Stuttgart Publik: 72 000 Domare: Albert Dusch (Västtyskland) | Stuttgart Publik: 72 000 Domare: Albert Dusch (Västtyskland) |
| 19:00 UTC+1 | 19:00 UTC+1 |                                          |                 |       | Stuttgart Publik: 72 000 Domare: Albert Dusch (Västtyskland) | Stuttgart Publik: 72 000 Domare: Albert Dusch (Västtyskland) |
| 19:00 UTC+1 | 19:00 UTC+1 |                                          |                 |       | Stuttgart Publik: 72 000 Domare: Albert Dusch (Västtyskland) | Stuttgart Publik: 72 000 Domare: Albert Dusch (Västtyskland) |

| Europacupmästare 1958/59  |
| ------------------------- |
| Real Madrid Fjärde titeln |

## Anmärkningslista
1. ↑  Olympiakos lämnade Walk over på grund av internationella politiska frågor, vägran att spela i Istanbul efter långvariga spänningar mellan Turkiet och Grekland.
2. ↑  Manchester United hade bjudits in av Uefa för att delta i tävlingen, efter att fjorårets turnering skadades av flygolyckan i München. Men till slut vägrande man att bygga ett eventuellt segertåg på denna tragedi.

### Webbkällor
Den här artikeln är helt eller delvis baserad på material från engelskspråkiga Wikipedia, tidigare version.